# Patera de Bers
Bers Patera
Pour les articles homonymes, voir Bers.
La patera de Bers (désignation internationale : Bers Patera) est une patera située sur Vénus dans le quadrangle de Barrymore. Elle a été nommée en référence à Sofia Andreïevna Bers (Tolstaïa), épouse et copiste de Leo Tolstoï (1844–1919).